# Parc Natural de Penyalara

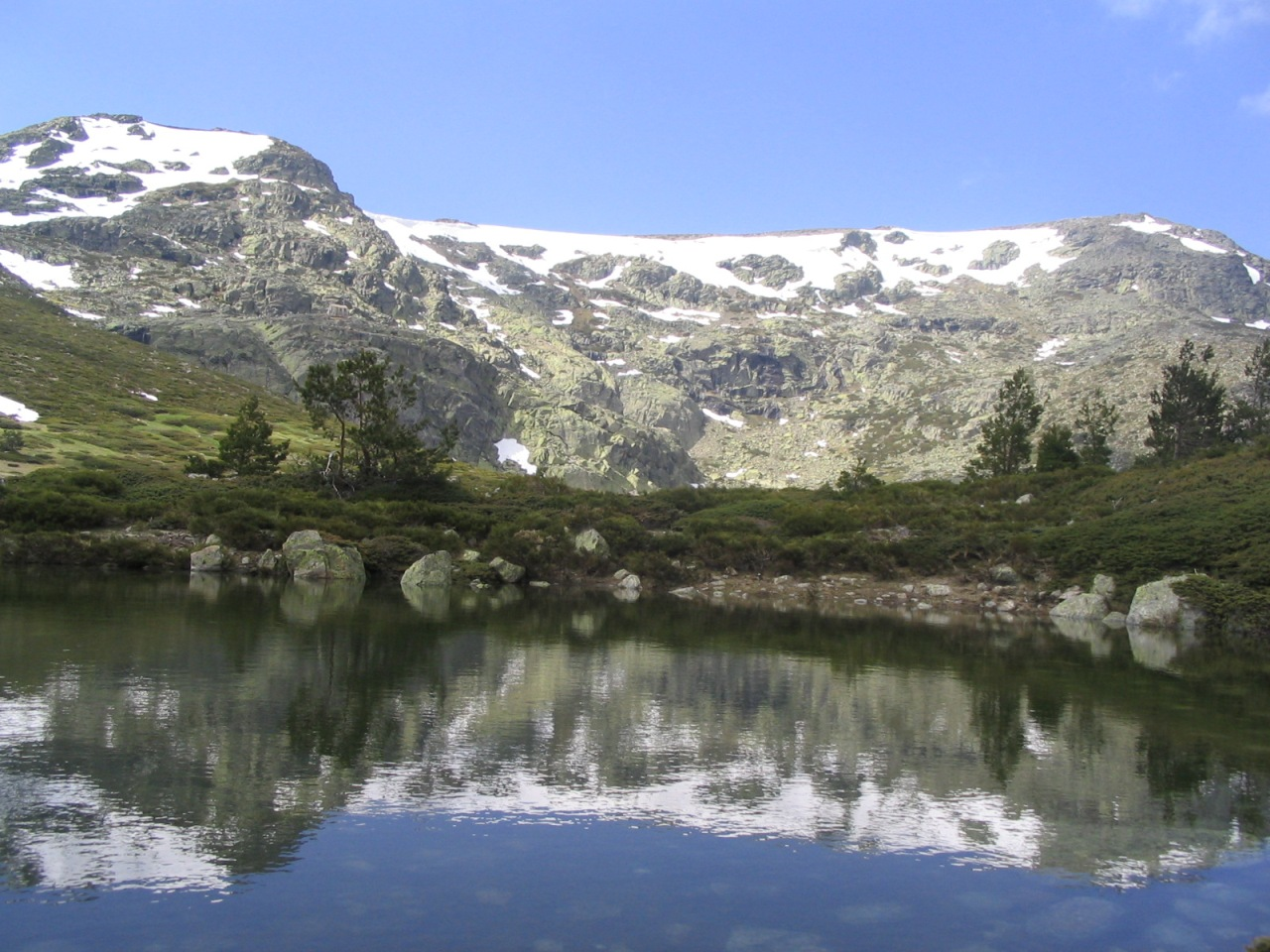
Cim de la Germana Major (2.285 msnm), circ i cim de Penyalara amb el seu reflex en una petita llacuna d'origen glacera.

El Parc Natural del Cim, Circ i Llacunes de Penyalara (en castellà, Parque Natural de la Cumbre, Circo y Lagunas de Peñalara), conegut comunament com a Parc Natural de Penyalara (Parque Natural de Peñalara, en castellà), és un espai protegit de 768 hectàrees situat la zona central de la Serra de Guadarrama (part de l'eix muntanyenc anomenat Sistema Central). També es localitza en el vessant sud-est del pic de Penyalara (2.430 m), en el terme municipal de Rascafría i en el nord-oest de la Comunitat de Madrid. Aquest espai natural alberga el pic de Penyalara, el més alt de la Serra de Guadarrama, tres petits circs, dues morrenes i una sèrie de llacunes, tot d'origen glacial. El paratge va ser declarat Parc Natural al juny de 1990 pel govern de la Comunitat de Madrid.

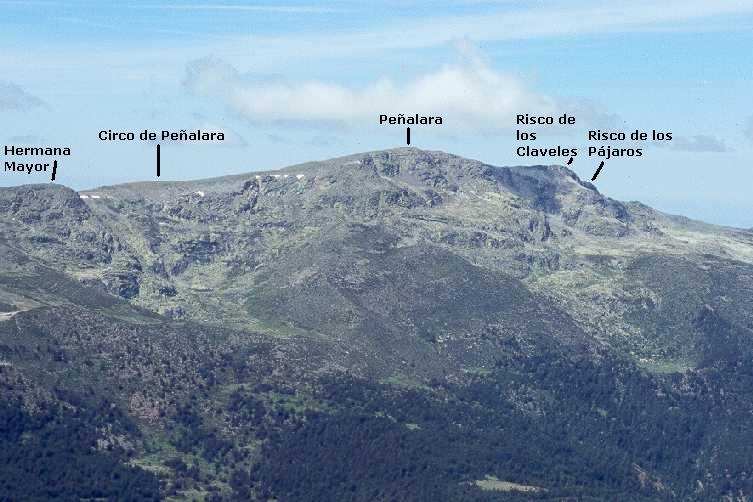
Vista general del Parc Natural de Penyalara. Imatge presa a l'estiu des del cim dels Caps de Ferro. En la imatge s'aprecien les morrenes del circ de Peñalara i del circ de Pepe Hernando (la de la dreta).

La vegetació d'aquest parc natural està composta per formacions arbustives d'alta muntanya, pasturatges i boscos de pi silvestre que només es donen en les zones més baixes. En les parts més altes predominen els prats alpines i els espais rocosos. Algunes espècies animals que habiten aquest paratge són el voltor negre, l'àguila imperial, petits mamífers i amfibis en les llacunes. AL parc s'accedeix per diversos camins que surten del port de Vedats, centre turístic de la regió. En l'espai natural, molt visitat en dies festius, es pot practicar el senderisme, l'escalada i l'esquí durant l'hivern.